# Spider-Man Unlimited
Spider-Man Unlimited (no Brasil, Homem-Aranha: Ação Sem Limites; em Portugal, Homem-Aranha Sem Limites) foi uma série animada de treze episódios, na qual o Homem-Aranha vive aventuras na Contra-Terra. Serve como um spin-off da série Spider-Man: The Animated Series de 1994, é parcialmente inspirada no Homem-Aranha 2099.
O 13º episódio teria uma continuação na qual os personagens principais enfrentariam a invasão dos sinóticos. Entretanto, Homem-Aranha: Ação Sem Limites foi cancelada, devido a perda de audiência para Pokémon e a negociação da Marvel com a Sony sobre os direitos do Homem-Aranha.

## História
O Coronel John Jameson pretende ir à Contra-Terra, uma duplicata exata de seu mundo. Porém, enquanto tirava fotos, Peter Parker vê Venom e Carnificina subindo no ônibus espacial de John. Ele tenta pará-los, mas é jogado da nave. Uma semana depois, a população acredita que o Homem-Aranha sabotou o foguete de John Jameson e o Clarim Diário oferece dez milhões de dólares para quem identificar o Aranha ou ajudar em sua captura. Então, Peter Parker furta discretamente um traje de bilhões de robôs microscópicos — complementado por dispositivos antisimbióticos — e vai à Contra-Terra para resgatar John Jameson e limpar seu nome. Lá, o Homem-Aranha conhece o Alto Evolucionário, o criador dos Bestiais, híbridos entre pessoas e animais que dominaram o planeta. John Jameson se une a uma rebelião humana para derrotar os Bestiais, enquanto Venom e Carnificina fortalecem uma colônia de simbiontes chamada Sinótico. Agora, o Homem-Aranha deve encerrar o Sinótico e a guerra entre humanos e Bestiais, contudo encontrará versões alternativas de seus inimigos — como o Duende Verde, o Abutre e Electro.   

## Personagens

### Protagonistas
- Peter Parker (Homem-Aranha) é um fotógrafo do Clarim Diário casado com Mary Jane Watson que foi picado por uma aranha radioativa, adquirindo superpoderes. Ele falha em impedir Venom e Carnificina de entrarem no foguete de John Jameson e decide salvar John com seu novo traje na Contra-Terra, onde se hospeda na casa da Dra. Naoko Yamada-Jones. Com o uniforme criado por Reed Richards, o Homem-Aranha é capaz de ficar invisível e solta ondas sônicas com efeitos nocivos para os simbióticos.
- Naoko Yamada-Jones é uma médica da Contra-Terra. Depois de Peter resgatar seu filho de um Homem-Máquina, ela oferece uma hospedagem em sua casa sem saber que ele é o Homem-Aranha. Naoko era casada com Hector Jones, o Duende Verde.
- Shane Yamada-Jones é o filho de Naoko. Ele detesta quando Peter e sua mãe discutem, pois se lembra das brigas de seus pais. Shane não sabe que Peter é o Homem-Aranha.
- John Jameson é um membro de uma equipe que luta contra o Alto Evolucionário. John cai na Contra-Terra graças a Venom e Carnificina. Jameson e o Homem-Aranha se juntam aos rebeldes humanos para lutar contra o Alto Evolucionário e seus Bestiais. No episódio "O Monstro da Lua Cheia", é revelado que, assim que John Jameson chegou à Contra-Terra, o Alto Evolucionário o fez passar por uma bateria de testes experimentais. Foi resgatado antes de completar o processo, mas uma parte sua permaneceu como um animal irracional. O DNA lupino se multiplicava à noite, quando íons negativos eram absorvidos pela pele de John.
- Hector Jones é o Duende Verde da Contra-Terra: um herói que usa uma mochila com asas mecânicas.
- Karen O'Malley é uma integrante da rebelião humana e a neta do Alto Evolucionário. Quando criança, seu avô fez experimentos nela. Karen se parece com Mary Jane, podendo ser considerada uma versão alternativa da Contra-Terra.
- Daniel Bromley é um outro membro dos Rebeldes. Na infância, perdeu seu irmão, Gabriel, durante os ataques dos Homens-Máquinas. No episódio "Questões do Coração", Bromley tenta sacrificar o Homem-Aranha para encontrar seu irmão, mas descobre que Gabriel Bromley se juntara ao Alto Revolucionário.
- Git Hoskins é um membro dos Rebeldes. Quando criança, Sir Ram o transformou numa múmia, dando-lhe o poder de esticar e controlar suas bandagens. Devido a sua aparência, ele não tinha amigos e guardava rancor por Sir Ram.
- X-51 é um Homem-Máquina com personalidades alteradas. Ele para de atacar os humanos e decide salvá-los do Alto Evolucionário, tornando-se um dos membros dos Rebeldes.

### Vilões
- O Alto Evolucionário é o principal antagonista da série. Ele havia criado os Beastiais (meia-humanos, meio-animais) em um planeta chamado Contra-Terra tais como os Cavaleiros de Wundagore. Ele possui um intelecto avançado, poderes telecinéticos e uma considera a raça humana inferior diante a sua criada. Ele na verdade é o avô de Karen O'Malley que fez uma experiência nela quando ela era jovem.
- Cavaleiros de Wundagore - Um grupo de soldados Bestiais de elite do Alto Evolucionário.
  - Sir Ram - Um carneiro/bode Bestial e o sub-líder da equipe. Ele é muito inteligente sendo um cientista que busca capturar o Homem-Aranha a todo custo para fazer experimentos nele. Sir Ram é um dos cavaleiros mais leais e também o responsável pelas experiências nos seres humanos.
  - Lorde Tyger - Um tigre Bestial e o líder da equipe. Dentre os cavaleiros é o que se demonstra ser mais pacífico, nunca atacando os seres humanos e preferindo não participar de missões.
  - Lady Úrsula - Uma ursa Bestial membra da equipe. É uma das mais duronas sempre usando a força bruta para resolver as coisas. Fala com um sotaque russo.
  - Lady Vermin - Uma ratazana Bestial membra da equipe. De todos é a que mais se assemelha com um ser humano. Demonstra uma paixão implacável pelo Homem-Aranha.
- Homens-Máquinas - São o exército de soldados robóticos construídos pelo Alto Evolucionário.
- Eddie Brock/Venom - Venom retorna com poderes reforçados, como mudança de forma, e está aliado com Carnificina. Eles aparecem como vilões recorrentes, servindo uma colmeia-mente chamado Sinótico e tentando conquistar Contra-Terra com uma invasão de simbiontes.
- Carnificina - Carnificina também retorna com seus poderes reforçados, como mudança de forma, e está aliado com Venom. Eles aparecem como vilões recorrentes, servindo uma colmeia-mente chamado Sinótico e tentando conquistar a Contra-Terra com uma invasão de simbiontes.
- Electro - É a versão do Electro da Contra-Terra. É uma enguia Bestial com poderes elétricos que luta com o Homem-Aranha em um dos episódios.
- Abutre
- Kraven, O Caçador

## Episódios

### 1ª Temporada:1999-2001
- Mundos Separados: Parte 1
- Mundos Separados: Parte 2
- Onde Mora o Perigo
- Opções Fatais
- Coração de Aço
- Aparece o Caçador!
- O Abutre Resmungão
- O Monstro da Lua Cheia
- Subsistência
- Questões do Coração
- O Número Um é o Mais Solitário
- Os Pecados dos Pais
- Destino à solta

## Curiosidades
No podcast Thwip View #98, do site Aracnofã, o desenho foi apelidado como "Homem-aranha: Diversão e alegria" de forma irônica pelos apresentadores. Isso levou que fãs editassem a pagina do Wikipedia, adicionando o subtítulo a página, aumentado o aspecto cômico. Essa edição foi feita em agosto de 2016 e permaneceu até outubro de 2021, chegando a confundir alguns fãs do desenho. 